# Villaluenga del Rosario
Villaluenga del Rosario là một đô thị trong tỉnh Cádiz, Tây Ban Nha. Theo điều tra dân số 2005 đô thị này có dân số là 481 người.

## Dân số
| 1999 | 2000 | 2001 | 2002 | 2003 | 2004 | 2005 |
| ---- | ---- | ---- | ---- | ---- | ---- | ---- |
| 447  | 440  | 414  | 455  | 449  | 473  | 481  |

Source: INE (Spain)

## Hình ảnh

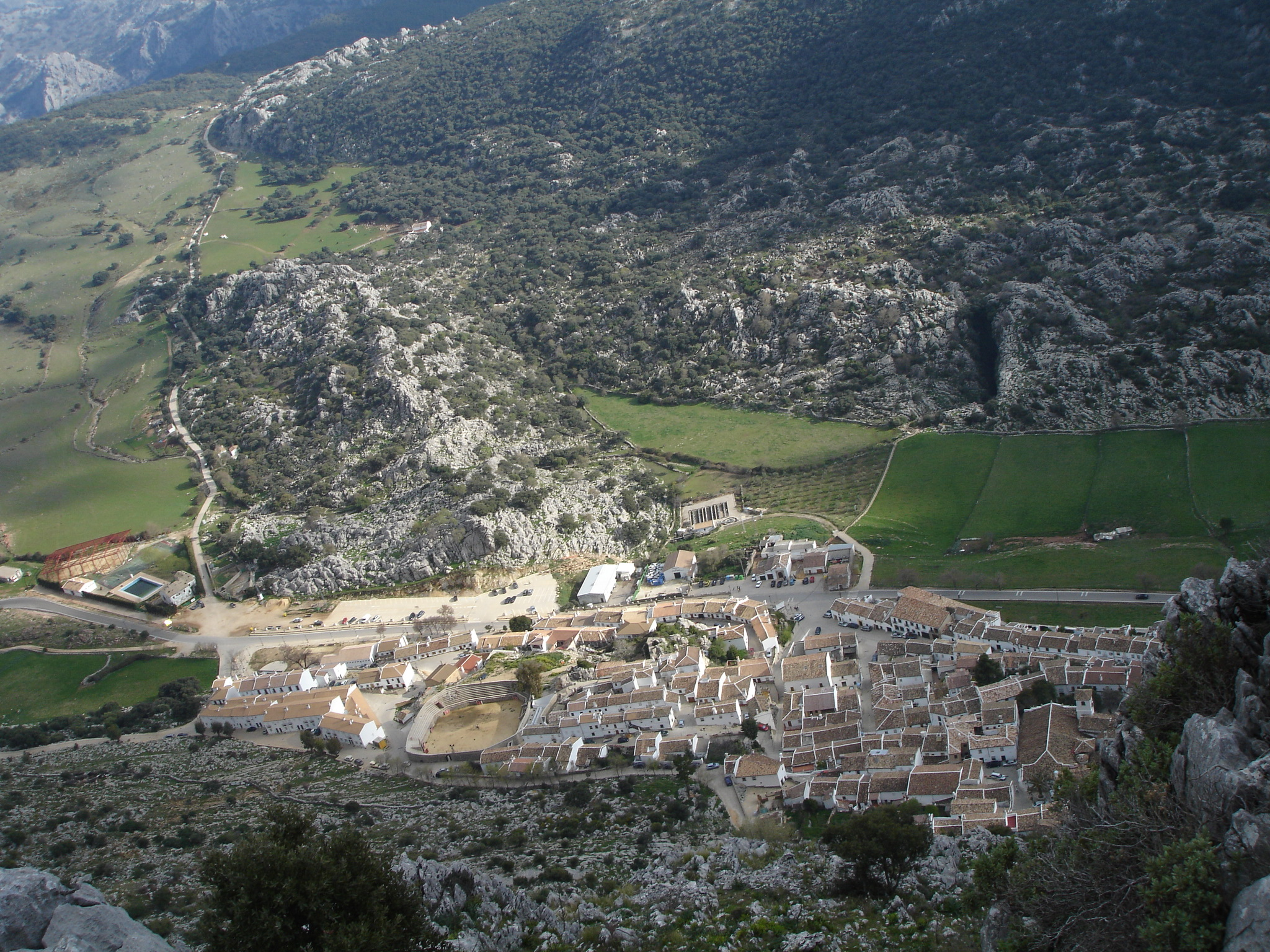
View of Villaluenga del Rosario when climbing to Navazo Alto
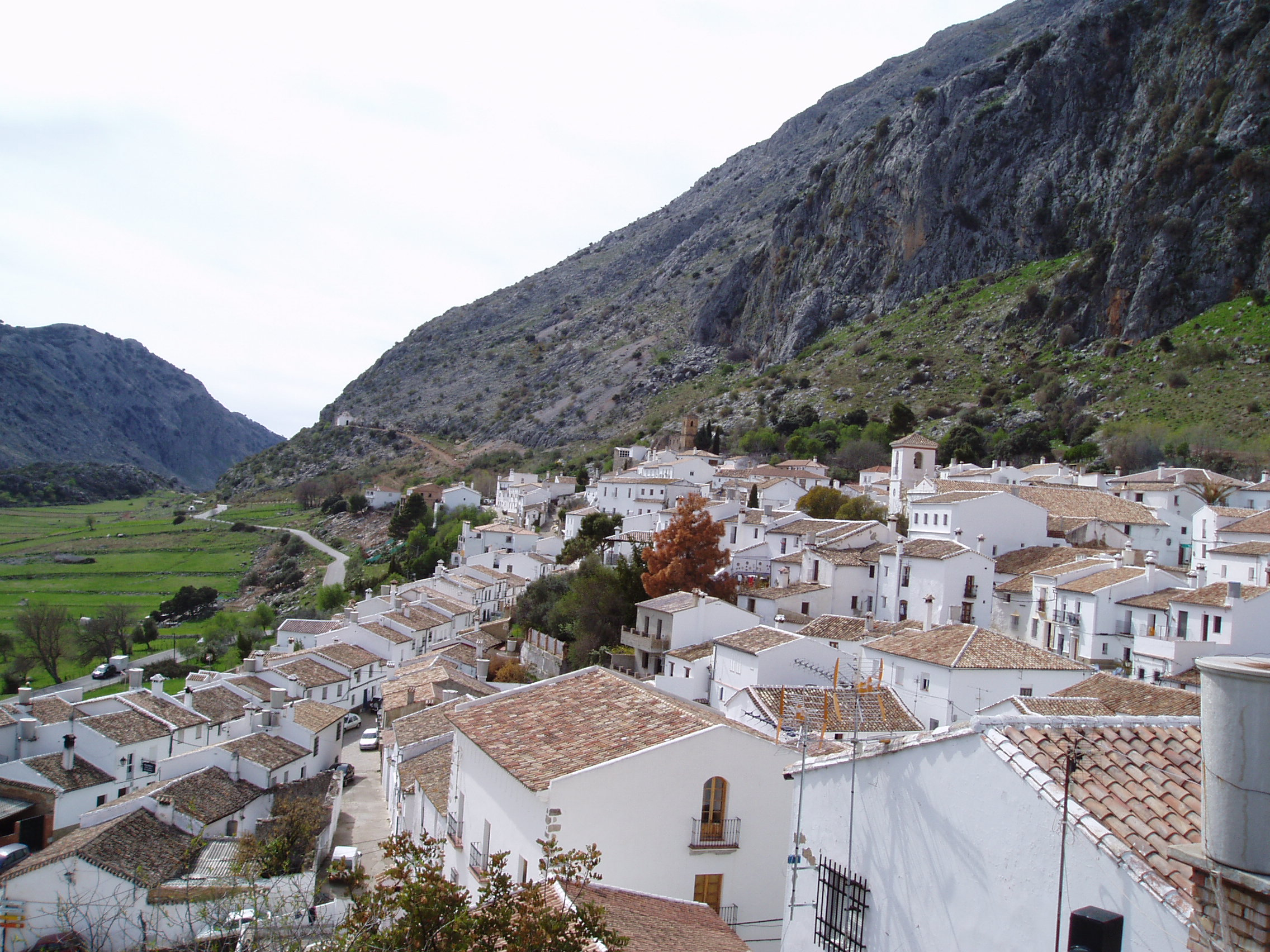
Villaluenga del Rosario